# Falling Hare
Falling Hare – amerykański film animowany z 1943 z udziałem Królika Bugsa. Film jest dobrem publicznym, istnieją zróżnicowane wersje lektorskie na wydaniach VHS, DVD i VCD u niezależnych dystrybutorów.

## Wersja polska
Wersja dubbingowa Canal+ (1997)
- Wersja polska: na zlecenie CANAL+ - Master Film
- Występują:
  - Robert Rozmus – Królik Bugs
  - Jacek Braciak – Gremlin
- Lektor: Maciej Gudowski